# Vinga (naturreservat)
Vinga är ett naturreservat i Styrsö socken i Göteborgs kommun i Västergötland. Det omfattar ön Vinga med omgivande öar och vattenområden. Förutom själva Vinga är de största öarna Norra In-Vinga, södra In-Vinga och Koholmen. Reservatet förvaltas av Västkuststiftelsen.
Berggrunden på Vinga består till skillnad från resten av Göteborgs skärgård av basiska bergarter vilket gett förutsättningar för en rik flora. Här växer bland annat skogslök, storrams och tandrot. Koholmen är en viktig häckningsplats för fåglar och är fågelskyddsområde med tillträdesförbud 1 april - 15 juli.